# Neu! (album)
Neu! er det selvbetitlede debutalbum af den vesttyske krautrockgruppe Neu!. Albummet blev udgivet i 1972.
Albummet havde begrænset kommerciel succes, men anses som en af de mest indflydelsesrige værker indenfor krautockgenren, især som resultat af popularisering af den minimalistiske trommerytme, der er blevet kendt som "motorik".

## Spor
Alt musik komponeret af Klaus Dinger og Michael Rother.
| 1. | "Hallogallo"    | 10:07 |
| 2. | "Sonderangebot" | 4:51  |
| 3. | "Weissensee"    | 6:46  |

| Side 2 | Side 2         | Side 2 | Side 2 | Side 2 | Side 2 | Side 2 | Side 2 | Side 2 | Side 2 |
| #      | Titel          | Længde |        |        |        |        |        |        |        |
| ------ | -------------- | ------ | ------ | ------ | ------ | ------ | ------ | ------ | ------ |
| 1.     | "Im Glück"     | 6:53   |        |        |        |        |        |        |        |
| 2.     | "Negativland"  | 9:47   |        |        |        |        |        |        |        |
| 3.     | "Lieber Honig" | 7:18   |        |        |        |        |        |        |        |
| 45:51  |                |        |        |        |        |        |        |        |        |

## Musikere
- Michael Rother – guitar, basguitar
- Klaus Dinger – trommer, guitar